# Campeonato Profesional 1949
Il Campeonato Profesional 1949 fu la 2ª edizione della massima serie del campionato colombiano di calcio, e fu vinta dal Millonarios.

## Avvenimenti
Il torneo fu allargato: i partecipanti, da 10, divennero 14. Le squadre che si aggiunsero a quelle già presenti nell'edizione 1948 furono Atlético Bucaramanga, Boca Juniors, Deportivo Pereira e Huracán; inoltre, l'Atlético Junior non partecipò al campionato, essendo stato selezionato per rappresentare la Nazionale colombiana al Campeonato Sudamericano de Football 1949: al suo posto venne iscritto al Deportivo Barranquilla, una squadra interamente composta da giocatori colombiani. Questa compagine si ritirò dalla competizione alla 5ª giornata del girone di ritorno. Pertanto, a partire da quella data, tutte le gare successive sono state considerate perse dal Deportivo Barranquilla per 1-0. I giocatori Luigi Di Franco e Carmelo Colombo del Deportivo Pereira furono rispettivamente il primo italiano e il primo paraguaiano a partecipare alla massima serie colombiana. Il campionato iniziò il 25 aprile; il 3 maggio 1949 la CSF espulse la DIMAYOR dai suoi ranghi: lo stesso fece la FIFA, il 25 ottobre. Questo avvenimento segnò l'inizio dell'epoca chiamata El Dorado: visto che il calcio colombiano non era più sottoposto alle restrizioni decise dalle Confederazioni, i giocatori potevano ottenere ingaggi più cospicui, e ciò portò a un grande afflusso di calciatori. Quella del 1949 fu anche la prima edizione del torneo colombiano a essere decisa tramite spareggio: Millonarios e Deportivo Cali giunsero a pari punti, e dovettero giocare due partite per determinare il vincitore.

## Partecipanti
- América de Cali
- Atlético Bucaramanga
- Atlético Municipal
- Boca Juniors de Cali
- Deportes Caldas
- Dep. Barranquilla
- Deportivo Cali
- Deportivo Pereira
- Huracán de Medellín
- Independiente Medellín
- Millonarios
- Once Deportivo
- Santa Fe
- U. Nacional de Colombia

## Classifica finale
|                     | Pos. | Squadra                 | Pt | G  | V  | N | P  | GF  | GS | DR  |
| ------------------- | ---- | ----------------------- | -- | -- | -- | - | -- | --- | -- | --- |
| Colombia (bandiera) | 1.   | Millonarios             | 44 | 26 | 20 | 4 | 2  | 99  | 35 | +64 |
|                     | 2.   | Deportivo Cali          | 44 | 26 | 20 | 4 | 2  | 89  | 41 | +48 |
|                     | 3.   | Santa Fe                | 39 | 26 | 17 | 5 | 4  | 102 | 50 | +52 |
|                     | 4.   | Deportes Caldas         | 32 | 26 | 16 | 0 | 10 | 69  | 53 | +16 |
|                     | 5.   | Independiente Medellín  | 29 | 26 | 12 | 5 | 9  | 58  | 60 | -2  |
|                     | 6.   | U. Nacional de Colombia | 27 | 26 | 9  | 9 | 8  | 46  | 42 | +4  |
|                     | 7.   | Atlético Municipal      | 24 | 26 | 8  | 8 | 10 | 40  | 60 | -20 |
|                     | 8.   | Boca Juniors de Cali    | 23 | 26 | 9  | 5 | 12 | 45  | 58 | -13 |
|                     | 9.   | Once Deportivo          | 20 | 26 | 9  | 2 | 15 | 40  | 66 | -26 |
|                     | 10.  | América de Cali         | 18 | 26 | 7  | 4 | 15 | 53  | 67 | -14 |
|                     | 11.  | Atlético Bucaramanga    | 18 | 26 | 7  | 4 | 15 | 48  | 81 | -33 |
|                     | 12.  | Huracán de Medellín     | 17 | 26 | 6  | 5 | 15 | 47  | 75 | -28 |
|                     | 13.  | Dep. Barranquilla       | 15 | 26 | 5  | 5 | 16 | 34  | 49 | -15 |
|                     | 14.  | Deportivo Pereira       | 14 | 26 | 4  | 6 | 16 | 44  | 77 | -33 |

Legenda:

         Campione di Colombia 1949
Note:
Due punti a vittoria, uno a pareggio, zero a sconfitta.

## Spareggio per il titolo

### Andata
| Arbitro: | Gregorio |

|  |           |                      |
|  | Marcatori | 57’ (rig.) Pedernera |

### Ritorno
| Arbitro: | Troccoli |

|                                                  |           |                       |
| Di Stéfano 24’ Pedernera 30’ (rig.) Castillo 77’ | Marcatori | 44’ López 84’ Giúdice |

## Statistiche

### Primati stagionali
Record
- Maggior numero di vittorie: Millonarios, Deportivo Cali (20)
- Minor numero di sconfitte: Millonarios, Deportivo Cali (2)
- Miglior attacco: Santa Fe (102 reti fatte)
- Miglior difesa: Millonarios (35 reti subite)
- Miglior differenza reti: Millonarios (+64)
- Maggior numero di pareggi: Universidad Nacional (9)
- Minor numero di vittorie: Deportivo Pereira (4)
- Maggior numero di sconfitte: Deportivo Pereira, Deportivo Barranquilla[3] (16)
- Peggiore attacco: Deportivo Barranquilla[3] (34 reti fatte)
- Peggior difesa: Atlético Bucaramanga (81 reti subite)
- Peggior differenza reti: Atlético Bucaramanga, Deportivo Pereira (-33)
- Partita con più reti: Santa Fe-Deportivo Pereira 10-3
- Miglior sequenza di partite utili: Deportivo Cali[1] (18 gare)

### Classifica marcatori
| Gol |  |  | Giocatore            | Squadra                |
| --- |  |  | -------------------- | ---------------------- |
| 42  |  |  | Pedro Cabillón       | Millonarios            |
| 30  |  |  | Germán Antón         | Santa Fe               |
| 24  |  |  | Valeriano López      | Deportivo Cali         |
| 19  |  |  | Carlos Arango        | Deportes Caldas        |
| 19  |  |  | Guillermo Barbadillo | Deportivo Cali         |
| 18  |  |  | Ricardo Aycardy      | Dep. Barranquilla      |
| 17  |  |  | Luciano Campos       | Independiente Medellín |
| 17  |  |  | Luis López           | Santa Fe               |
| 17  |  |  | Ricardo Ruiz         | Deportivo Cali         |
| 15  |  |  | Alfredo Castillo     | Millonarios            |